# António Luís de Meneses

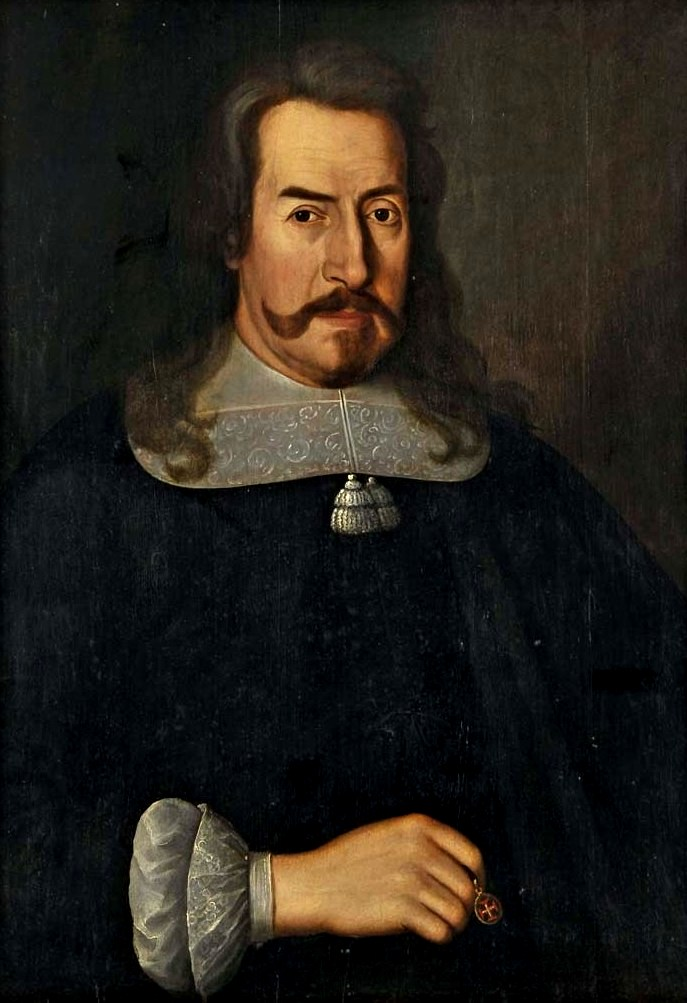
António Luis de Menezes

António Luís de Meneses, primer Marqués de Marialva y tercer Conde de Cantanhede (13 de diciembre de 1603-Cantanhede, 19 de mayo de 1675) fue el general portugués más importante de la guerra de Restauración portuguesa.

## Biografía
Nació en una familia noble. Su padre fue el segundo conde de Cantahede y su madre Constança de Gusmão.
Meneses fue uno de los conspiradores claves de la revuelta contra España el 1 de diciembre de 1640. Tomó parte activa en el asalto de la residencia y en la captura de la Duquesa de Mantua, que gobernaba Portugal en nombre de Felipe IV de España.
En 1641 fue nombrado mestre-de-campo, y organizó las defensas contra los ataques españoles. Participó en casi todas la batallas de la guerra de Restauración portuguesa entre 1641 y 1665, siendo sus mayores victorias la batalla de las Líneas de Elvas en 1659 y la batalla de Montes Claros en 1665.
Tras la victoria en la primera batalla, el Conde de Cantanhede recibió entre otros honores, el título de Marqués de Marialva el 11 de junio de 1661. Estuvo presente en la firma del tratado de Lisboa el 13 de febrero de 1668.
Su carrera política tras la guerra no fue tan exitosa, y murió pobre y olvidado en 1675. Fue enterrado en el Convento de Santo António en Cantanhede.